# Semaeopus distans
Semaeopus distans är en fjärilsart som beskrevs av W. Warren 1904. Semaeopus distans ingår i släktet Semaeopus och familjen mätare. Inga underarter finns listade i Catalogue of Life.